# Fracchia la belva umana
Fracchia la belva umana è un film italiano del 1981 diretto da Neri Parenti.
Il film riprende la trama dell'americano Tutta la città ne parla (The Whole Town's Talking, 1935), di John Ford, con protagonista Edward G. Robinson.

## Trama
Il modesto e sfortunato Giandomenico Fracchia lavora come impiegato in una ditta che produce merendine al cioccolato, dove è bersaglio di scherzi e umiliazioni da parte dei suoi colleghi e del direttore, il dottor Orimbelli. A causa della sua somiglianza fisica con un pericoloso criminale, soprannominato La Belva Umana, responsabile di numerosi omicidi e ricercato dalle forze dell'ordine, viene arrestato ben tre volte in una sola notte, da Polizia, DIGOS e Carabinieri.
Fracchia viene quindi continuamente scambiato per il criminale ricercato e trattato come tale, fino a quando la polizia decide di fornirgli uno speciale lasciapassare, che gli permetterà di essere identificato come l'innocente Fracchia. A un certo punto però la vera Belva scopre dell'esistenza di Fracchia e capisce di poter sfruttare la loro sorprendente somiglianza fisica a suo vantaggio; come prima cosa la Belva si impossessa della casa di Fracchia e del lasciapassare per continuare indisturbato a svolgere le proprie attività illecite. In alcuni casi, però, è Fracchia a dover uscire e sostituire il criminale, portando con sé il documento, come quando è costretto ad incontrare la madre del criminale, ex prostituta di origini siciliane, e a partecipare a una rapina in banca organizzata in precedenza dalla Belva con i suoi complici: Neuro, Pera e Tino.
Alla fine la polizia decide di far ricoverare la madre della Belva in una clinica, sperando che il figlio, essendole molto legato, la vada a trovare, e in questa occasione sarà possibile catturarlo. La Belva però viene a conoscenza del trucco e costringe Fracchia ad andare al posto suo. Nel conflitto a fuoco finale vengono uccisi entrambi e si ritrovano nell'aldilà, dove a Fracchia e alla Belva verrà nuovamente richiesto di esibire il lasciapassare, di cui però la Belva si era già appropriato lasciando a Fracchia una busta piena di frammenti di giornale: di conseguenza, il criminale va in Paradiso e Fracchia finisce all'Inferno.

## Produzione
Il film è stato girato quasi interamente a Roma, tranne alcune scene girate a Pomezia.

## Distribuzione
È stato proiettato alla 67ª Mostra internazionale d'arte cinematografica di Venezia.